# Mallotus subcuneatus
Mallotus subcuneatus là một loài thực vật có hoa trong họ Đại kích. Loài này được (Gage) Airy Shaw mô tả khoa học đầu tiên năm 1972.